# Frestelse (film)
Frestelse är en svensk dramafilm från 1940 i regi av Arne Bornebusch. 

## Om filmen
Filmen premiärvisades 9 februari 1940  på biograf Saga i Stockholm och spelades in vid Europa Studio i Sundbyberg med exteriörer från Stockholm och Norge av Sven Thermænius. Arne Bornebusch ansåg själv att Frestelse var den film han lyckats bäst med.

## Roller i urval
- Sonja Wigert - Ingeborg Lien
- Åke Ohberg - Rolf Arming
- Karl-Arne Holmsten - Gustav Lind
- Ullastina Rettig - Marianne
- Ludde Juberg - Lambert Ljunggren
- Gunnar Simenstad - Ole Arntsen
- Rune Carlsten - Tage Wickman
- Wera Lindby - Lillan
- George Thunstedt - Krister Strand
- Eric Gustafsson - Set Wormgardt
- Tryggve Larssen - Jonas Lien
- Aagot Børseth - Asbjörg Lien
- Artur Rolén - croupier
- Viran Rydkvist - värdinna
- Gösta Grip - "vännen"

## Filmmusik i urval
- Lieder ohne Worte, kompositör Felix Mendelssohn-Bartholdy
- Life and Wood, kompositör Haydn Wood
- Jack in the Green, kompositör Haydn Wood
- Market Day, kompositör Haydn Wood
- Pastorale, kompositör Erik Baumann
- Antonsson uti Brearyd, kompositör Nathan Görling, text Arne Bornebusch,
- Bä, bä, vita lamm, kompositör Alice Tegnér text efter gammal engelsk barnramsa
- Calle Schewens vals, kompositör och text Evert Taube.